# Сен-Поль (острів)
Сен-Поль (фр. L'île Saint-Paul) — острів в Індійському океані, який входить до складу Французьких Південних та Антарктичних Територій. Розташований за 85 кілометрів на південь від острова Амстердам, з яким утворює архіпелаг Амстердам.
Сен-Поль є вулканічним островом трикутної форми, розміри якого в найширшому місці не перевищують 5 км. Практично позбавлений дерев. У центрі розташована затока — кальдера вулкана, що заповнена водою. Острів не має постійного населення, але часто відвідується науковими експедиціями.
Клімат острова Сен-Поль схожий з кліматом острова Амстердам. Середньомісячні температури коливаються від 10-11 °С взимку до 17-17,5 °C влітку. На островах розташовані колонії пінгвінів, тюленів та морських птахів.

## Активність вулкана
Активний стратовулкан. Вік — 1200 років. Перше зафіксоване виверження — 1991 рік. До цього вулкан не вивергався понад 800 років. На місці вулкана утворилася велика кальдера. Останнє виверження було 2009 року.

## Історія
Острів Сен-Поль вперше відкритий 1559 р. мореплавцями з Португалії. У 17 ст. відвідувався мореплавцями Нідерландів. 1843 проголошений володінням Франції та долучений до колонії Реюньйон. 1924–1955 — входив до складу французької колонії Мадагаскар. 1955 р. увійшов до складу Французьких Південних Територій.